# Jorge Santana
Pour les articles homonymes, voir Santana.
Guillermo Santana, dit Jorge Santana, né le 13 juin 1951 à Autlán (Jalisco) et mort le 14 mai 2020 à San Francisco (Californie), est un guitariste mexicano-américain. 

## Biographie
Jorge Santana est le frère de Carlos Santana.
Il est un des fondateurs, au début des seventies, de Malo, groupe de rock latino de la scène de San Francisco qui eut quelques succès comme Suavecito (Top20 - 1972), sa guitare signature était une Fender Stratocaster verte.
Il est connu pour avoir joué avec la Fania All Stars, notamment lors du concert mythique en Afrique, en 1974 à Kinshasa.
En 1994 il a enregistré un album intitulé Santana Brothers avec son frère Carlos et le neveu de celui-ci, Carlos Hernandez.
Il est décédé à l'âge de soixante-huit ans le 14 mai 2020 de causes naturelles.

## Discographie
- Jorge Santana (1978)
- It's All About Love (album) (1979)[2]
- Santana Brothers (1994) - Avec Carlos Santana.
- Here I Am (Jorge Santana album) (2009)[3]

### Malo
- Malo (1972)
- Dos (1972)
- Evolution (1973)
- Ascension (1974)

### Santana
- Milagro (1992)
- Sacred Fire: Live in South America (1993)

### Fania All Stars
- Latin-Soul-Rock (1974)